# Carlo II d'Inghilterra
Carlo II Stuart (St. James's, 29 maggio 1630 – Londra, 6 febbraio 1685) è stato re d'Inghilterra, Scozia, Irlanda e Francia dal 30 gennaio 1649 (de iure) o dal 29 maggio 1660 (de facto), al 6 febbraio 1685.
Secondo i realisti Carlo divenne re il 30 gennaio del 1649 quando suo padre, Carlo I Stuart, fu decapitato dinanzi alla residenza reale, il palazzo di Whitehall. Tuttavia, il parlamento si rifiutò di proclamare Carlo re, e in Inghilterra ebbe inizio il periodo repubblicano, sotto il protettorato di Oliver Cromwell, che divenne lord protettore del Commonwealth britannico. Al contrario, il parlamento di Scozia nominò Carlo re di Scozia il 5 febbraio 1649 nella città di Edimburgo. Fu incoronato re di Scozia presso Scone il 1º gennaio 1651. Dopo la battaglia di Worcester del 3 settembre 1651 fu costretto a lasciare l'Inghilterra e si rifugiò per i nove anni che seguirono tra Francia, Repubblica delle Province Unite e Paesi Bassi del Sud.
Quando nel 1659 il protettorato retto da Richard Cromwell, figlio di Oliver, cadde, il generale George Monck invitò formalmente Carlo a tornare in patria dove avrebbe governato da re. Il 25 maggio 1660 Carlo sbarcò sul suolo inglese e il 29, giorno del suo trentesimo compleanno, entrò trionfalmente a Londra. Il 23 aprile 1661 venne incoronato re d'Inghilterra, Scozia e Irlanda nell'abbazia di Westminster, come tradizione. Nel 1679 Carlo decise di abolire il parlamento e governò da sovrano assoluto fino al giorno della sua morte, avvenuta il 6 febbraio del 1685.
Carlo II fu noto anche con il nome Merry Monarch (monarca allegro), a sottolineare il clima di edonismo della sua corte e il sollievo generale procurato dal ritorno a una situazione di normalità dopo l'esperienza repubblicana con i Cromwell e i puritani. La moglie di Carlo, Caterina di Braganza, era sterile, tuttavia il sovrano ebbe dodici figli illegittimi con varie amanti.

## Biografia

### Primi anni

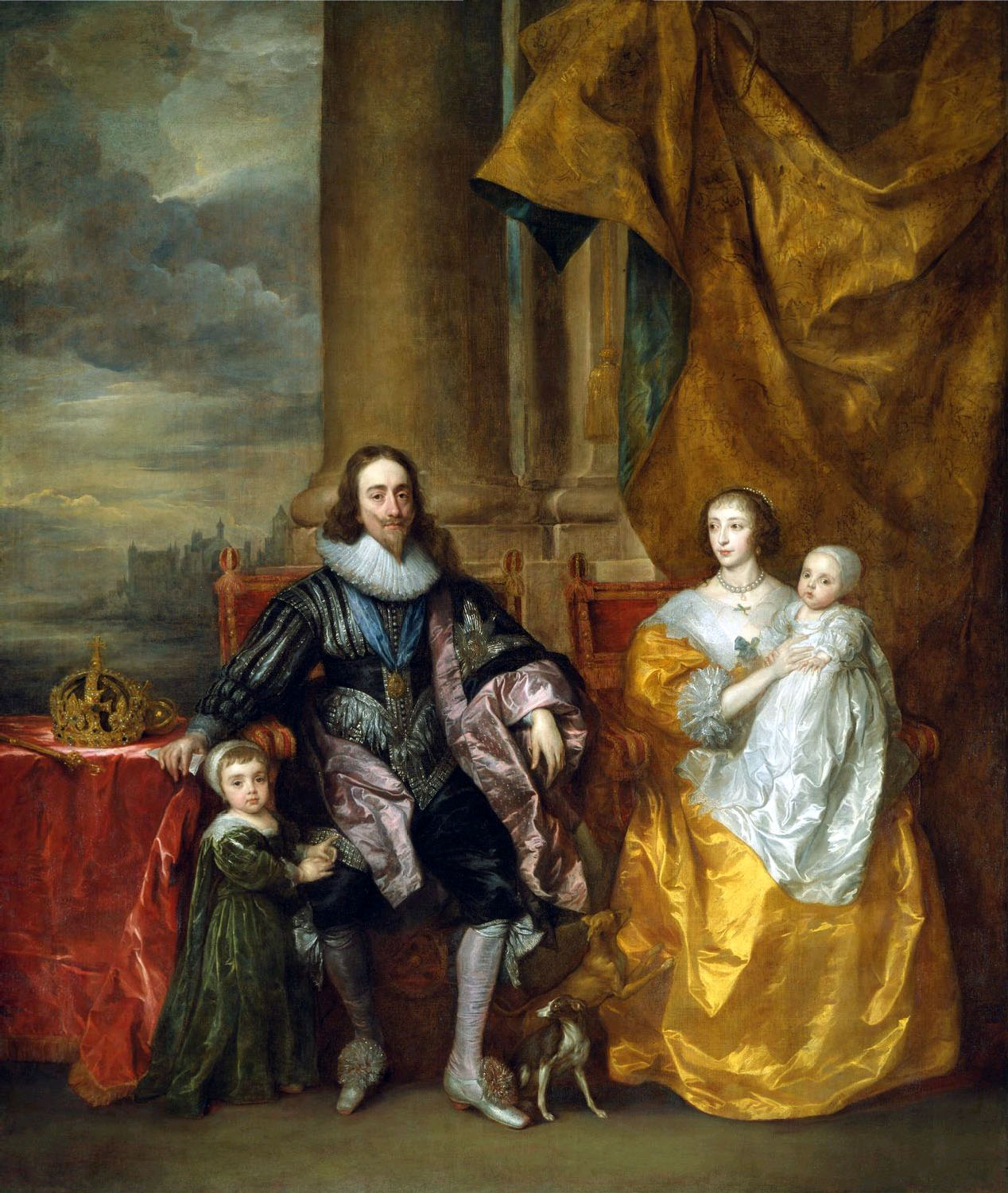
Il Great Peece, opera di Antoon van Dyck: Carlo II è raffigurato con la sua famiglia, accanto al padre

Carlo Stuart, il maggiore dei figli sopravvissuti di Carlo I d'Inghilterra e di Enrichetta Maria di Francia, nacque presso St. James's Palace, la residenza londinese dei sovrani d'Inghilterra, il 29 maggio 1630. Fu battezzato il 27 giugno nella cappella Reale dal vescovo anglicano di Londra, William Laud e furono scelti come suoi padrini la contessa protestante di Dorset e i suoi parenti materni cattolici, Luigi XIII e Maria de' Medici. Alla nascita ottenne automaticamente i titoli di duca di Cornovaglia e duca di Rothesay. All'età di otto anni circa gli venne conferito il titolo di principe di Galles ed erede al trono, ma non poté godere mai dei privilegi riservati a tale posizione.

#### Carlo I e l'ascesa di Cromwell
Durante gli anni quaranta del Seicento, quando Carlo era ancora molto giovane, il padre si scontrò militarmente con le forze del parlamento e dei puritani nella Rivoluzione inglese: il giovane principe fu a fianco del padre durante la battaglia di Edgehill e, quattordicenne, prese parte, con il titolo di comandante delle forze inglesi dell'ovest, alle campagne del 1645. Nella primavera del 1646 divenne chiaro che Carlo I avrebbe perso la guerra così, temendo per l'incolumità del figlio, ed erede al trono, Carlo I ordinò il trasferimento del principe di Galles, per motivi di sicurezza, dapprima nelle isole Scilly, poi a Jersey e infine in Francia, dove risiedeva già la madre, presso la corte del cugino Luigi XIV, che divenne re di Francia alla morte del padre Luigi XIII, avvenuta nel 1643 e che governava sotto l'attenta guida della madre Anna d'Austria e del primo ministro, il cardinale Mazzarino.
Nel 1648 Carlo si rifugiò presso L'Aia, dove risiedeva la sorella Maria Enrichetta con il marito, Guglielmo II, principe di Orange e statolder di Olanda. Dalla città portuale olandese sarebbe dovuta partire una flotta di aiuto all'esercito del re d'Inghilterra che però non arrivò in tempo in Scozia. Intanto il duca James Hamilton, comandante in capo delle forze realiste, era stato irrimediabilmente sconfitto durante la battaglia di Preston. All'Aia Carlo ebbe modo di intrattenere una breve relazione sentimentale con Lucy Walter, la quale in seguito affermò, mentendo, di essersi sposata segretamente con il principe. Il loro figlio, James Crofts, nominato poi duca di Monmouth e di Buccleuch, fu il figlio illegittimo di Carlo che ebbe maggiore influenza nella vita politica inglese.

#### L'esecuzione di Carlo I e la formazione delCommonwealth

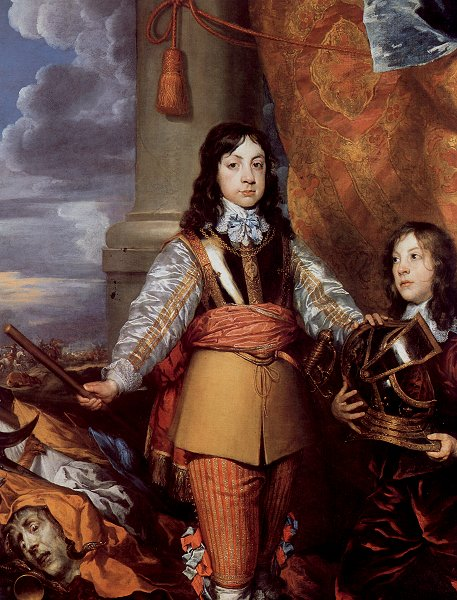
Carlo principe di Galles, opera di William Dobson, 1642-1643 circa

Carlo I venne catturato nel 1647 e riuscì velocemente a liberarsi, ma venne ricatturato nel 1648. Nonostante gli sforzi diplomatici del figlio, il re venne dichiarato traditore, condannato a morte e giustiziato il 30 gennaio 1649: l'Inghilterra diveniva una repubblica. Nonostante l'espresso ordine di Oliver Cromwell, la testa del re venne fatta ricucire al corpo e il 6 febbraio si tenne la cerimonia funebre. Immediatamente dopo l'esecuzione di Carlo I, il parlamento scozzese conferì a Carlo II il titolo di re di Scozia il 5 febbraio 1649. Carlo, per divenire re, dovette accettare però delle condizioni, come quella di recarsi personalmente a Edimburgo, e quella di aderire alla lega per l'ufficializzazione della Chiesa presbiteriana, non riconosciuta da suo padre.
Il 3 settembre 1650 Oliver Cromwell ottenne la vittoria sugli scozzesi fedeli a Carlo II nella battaglia di Dunbar, pur avendo un esercito più esiguo di quello degli avversari. Stanco della situazione che andava creandosi, Carlo tentò di fuggire, ma venne scoperto e riportato in Scozia. Nella cittadina di Scone, il 1º gennaio 1651, fu incoronato solennemente re di Scozia.
Vista l'insistente pressione delle truppe repubblicane sui confini scozzesi, il nuovo sovrano si decise ad approntare un grande esercito per invadere l'Inghilterra. Dopo essere stato proclamato anche re d'Inghilterra nella città di Carlisle e in molte altre località dell'Inghilterra settentrionale, Carlo raccolse attorno a sé all'incirca diecimila uomini armati. Ma con il rifiuto posto da numerosi nobiluomini di partecipare alla campagna, incluso Archibald Campbell, marchese di Argyll, che lo aveva fatto incoronare qualche mese prima, Carlo non riuscì a organizzare con efficienza la campagna di invasione, che si risolse il 3 settembre 1651 con la sconfitta di Worcester. Per sei settimane il re fuggì, seguito dai suoi avversari, bramosi di catturarlo anche per l'ingente quantità di denaro offerta in cambio della sua testa. Il 16 ottobre riuscì a fuggire in Normandia mascherato. Si racconta che preparare una maschera per il sovrano non sia stata un'impresa facile, viste le sue insolite dimensioni (era alto più di 185 cm).
Nel frattempo Cromwell fu nominato lord protettore e tutte le isole britanniche caddero sotto il suo diretto controllo. Malgrado i legami di parentela di Carlo con i regnanti d'Olanda e di Francia, questi Stati si videro costretti a un'alleanza con l'Inghilterra repubblicana di Cromwell e Carlo, povero e isolato, dovette rivolgersi alla "cattolicissima" Spagna alla ricerca di aiuto. Tentò quindi, con l'aiuto del fratello Giacomo, di riorganizzare l'esercito, ma il suo intento fallì, vista la mancanza di fondi.

### Restaurazione

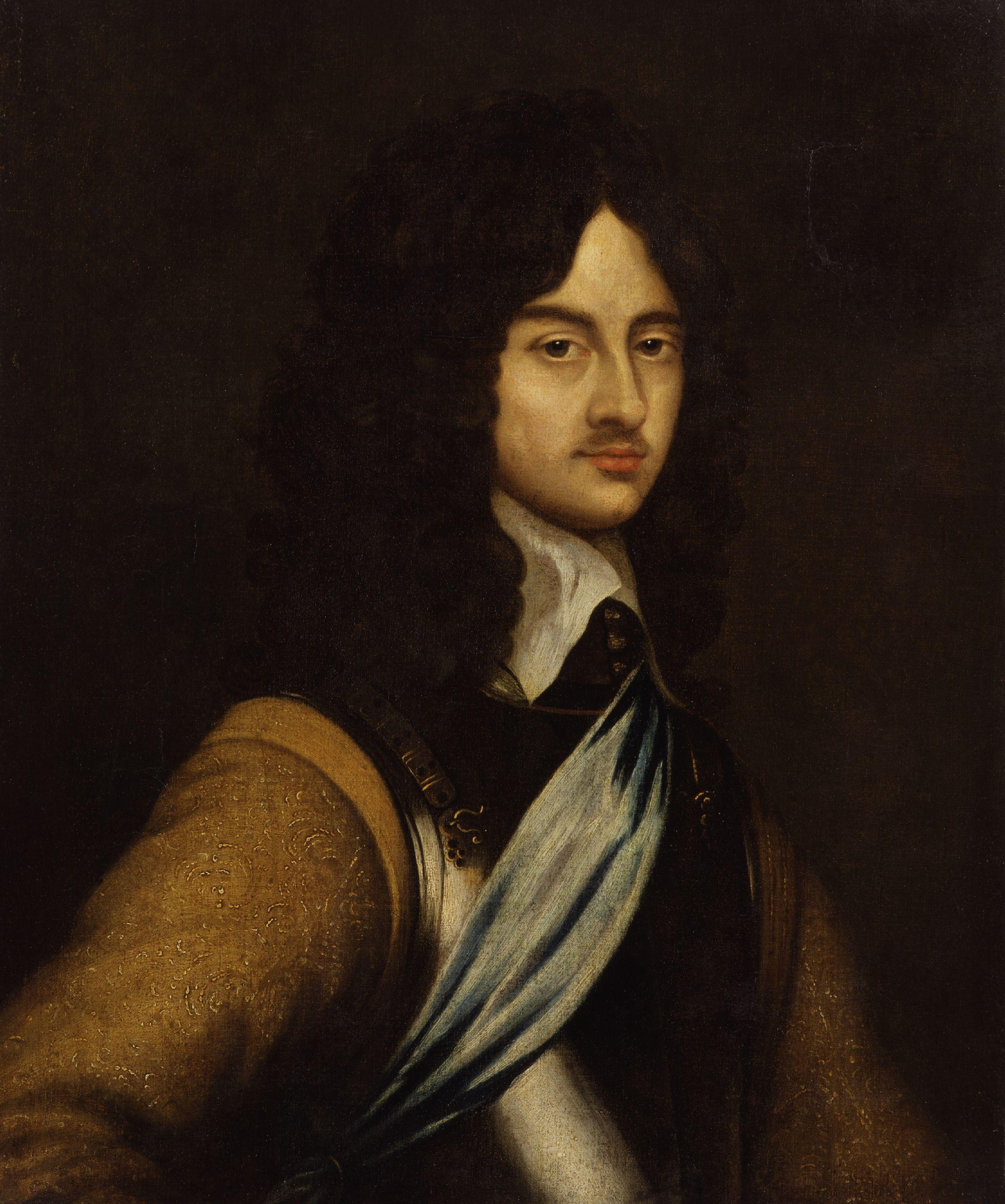
Carlo II, in un ritratto giovanile di Adriaen Hanneman realizzato attorno al 1648

Anche dopo la morte di Cromwell, avvenuta nel 1658, le opportunità per Carlo di riconquistare la corona rimasero scarse. Infatti ora al potere sedeva Richard Cromwell, figlio di Oliver, nuovo lord protettore. Tuttavia Richard non possedeva né l'ambizione né la crudeltà necessarie per tenere insieme il governo. Nonostante i maggiori paesi d'Europa avessero riconosciuto la sovranità di Richard, persa la fiducia del parlamento e dell'esercito rinnovato qualche anno prima, il figlio di Cromwell cadde nel 1659, assieme al governo repubblicano. Intanto il governatore della Scozia, George Monck, capì che la situazione andava degenerando rapidamente e che si sarebbe arrivati a una situazione di anarchia. Così radunò l'esercito e marciò su un'agitata Londra. Giunto nella capitale, Monck sciolse il "parlamento lungo", rinnovandone le componenti e riformandolo, il 25 aprile 1660. Il nuovo parlamento esortò il ritorno del legittimo sovrano. Londra era pronta ad accogliere il suo re. Ben presto Carlo emanò la dichiarazione di Breda, con la quale accettava di divenire re e garantiva un «perdono libero e generale» a qualunque vecchio nemico del futuro re e di suo padre, che lo riconoscesse come proprio legittimo sovrano, fatta eccezione per alcuni dei regicidi. Si impegnò infatti a firmare l'Act of Indemnity and Oblivion con il quale escludeva dal perdono solamente cinquanta famiglie particolarmente coinvolte. Promise anche il mantenimento di un parlamento libero, che si ergesse come rappresentante del popolo e la garanzia di tolleranza religiosa. Il parlamento decise di accettare le condizioni di Carlo e di farlo rientrare in patria. Il sovrano ricevette queste notizie a Breda l'8 maggio 1660. Anche in Irlanda Carlo era già riconosciuto come legittimo sovrano.

#### Il ritorno in patria e l'incoronazione

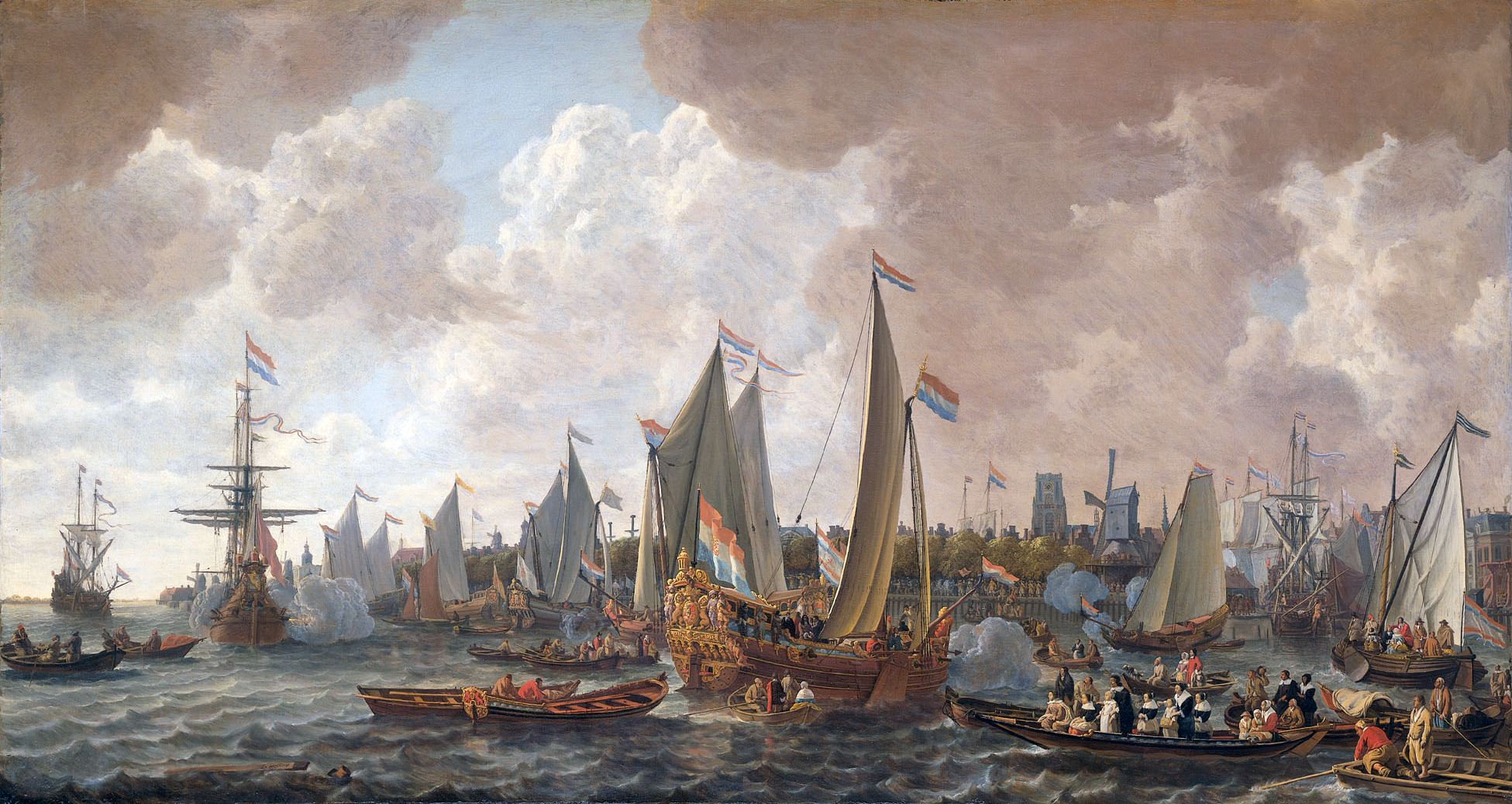
Dipinto di Lieve Pietersz Verschuier che raffigura la Royal Charles nel porto di Rotterdam, il giorno prima dell'arrivo a Dover

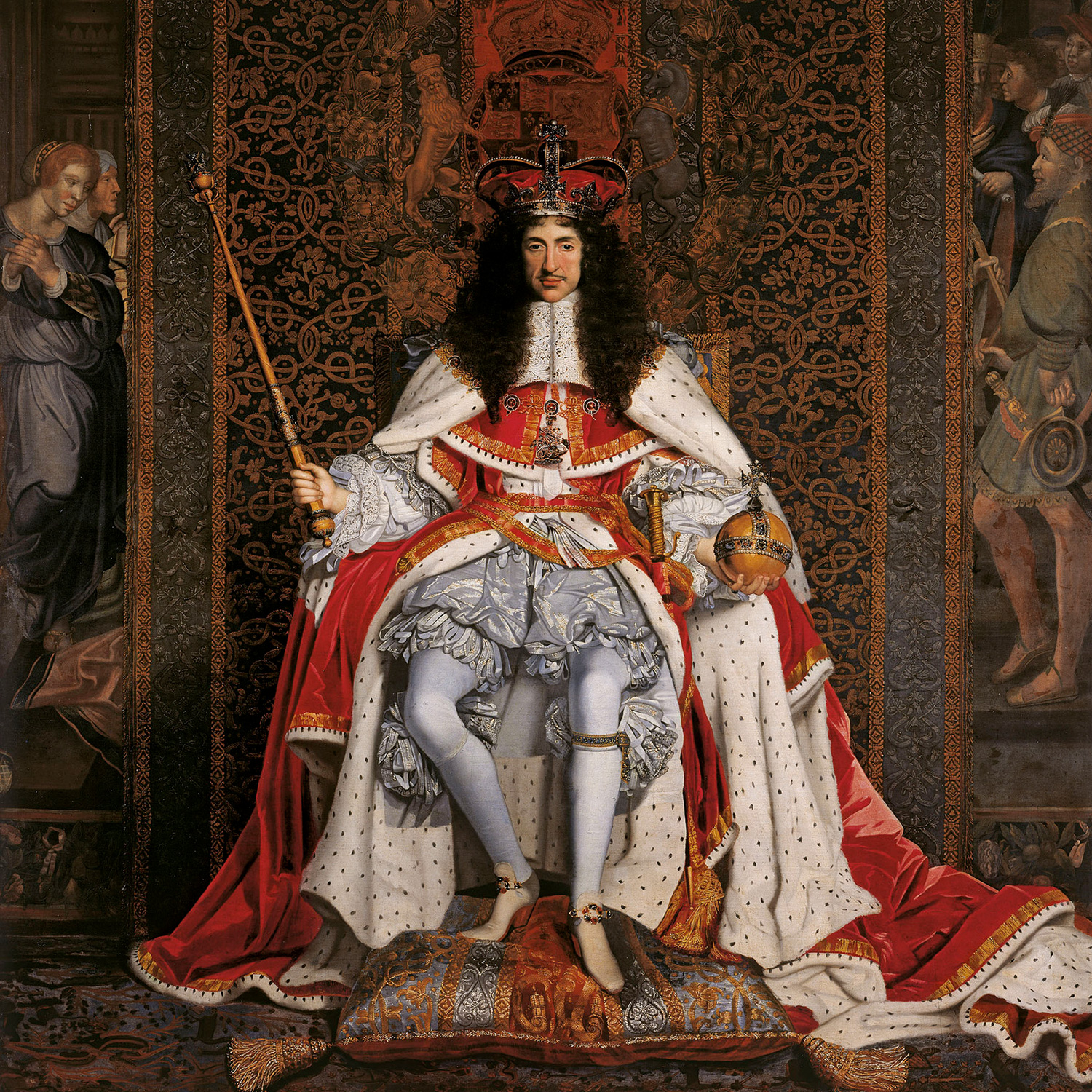
Incoronazione di Carlo II

Carlo partì sull'ammiraglia di quella che era la sua nuova flotta e che fu chiamata in suo onore Royal Charles e giunse a Dover il 25 maggio 1660; arrivò a Londra il 29 dello stesso mese, giorno del suo trentesimo compleanno. In breve tempo furono condannati a morte i regicidi, undici in tutto.
Il sovrano rinunciò a molti dei retaggi feudali di cui aveva goduto il padre e ricevette dal parlamento una cifra simbolica di denaro. Tuttavia la maggior parte delle volte la cifra stanziata non bastava e così il re ebbe la possibilità di attingere dalle casse del tesoro di Stato e di fruire di alcune tasse. Durante la seconda metà degli anni sessanta il clima di gioia portato dal nuovo periodo di tranquillità e pace all'interno del paese si ruppe, almeno a corte: morirono infatti in questi anni Enrico, il fratello minore di Carlo, da poco duca di Gloucester e la sorella Maria Enrichetta, entrambi colpiti dal vaiolo. Nello stesso periodo la cattolica Anna Hyde, figlia del lord cancelliere Edward Hyde ammise di essere incinta e di essere segretamente sposata con il fratello del re, Giacomo. Edward Hyde, che non sapeva nulla di tutto ciò, venne investito del titolo di conte di Clarendon e la sua influenza nella politica del Paese accrebbe notevolmente.
Il parlamento creatosi dopo la dichiarazione di Breda venne sciolto nel dicembre del 1660; fu sostituito, poco dopo l'incoronazione di Carlo II avvenuta come tradizione nell'abbazia di Westminster (23 aprile 1661), da un nuovo parlamento, il Cavalier Parliament, caratterizzato da un forte sentimento anglicano e realista, che rimase in carica per diciassette anni. In quel periodo vennero attuate alcune tra le maggiori riforme del regno di Carlo II, come l'obbligatorietà di adozione del libro della preghiera comune (Book of Common Prayer).

#### La grande peste e il grande incendio

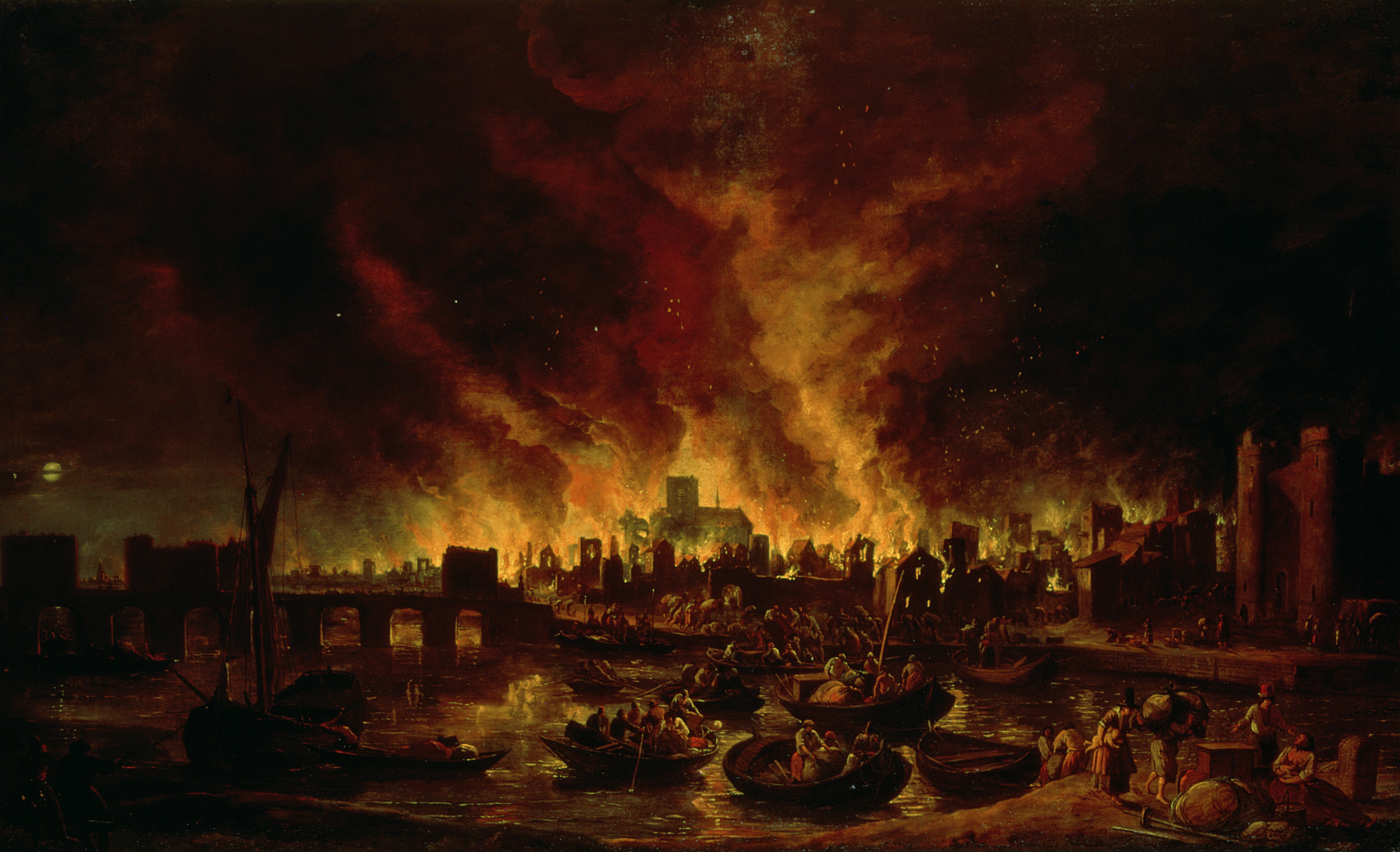
Lieve Pietersz Verschuier (1666): il grande incendio di Londra

Il 1665 fu un anno funesto per Carlo e per l'intera città di Londra: nella capitale scoppiò la peste, ricordata come la Grande peste di Londra. In settembre il totale delle persone colpite e uccise dalla peste giunse a una vetta di settemila vittime la settimana. Carlo, con la famiglia e la corte, si era già ritirato in giugno nella città di Salisbury. Il parlamento venne spostato a Oxford. Nonostante gli sforzi per contenere e frenare la malattia, la peste continuò a infuriare.
Il 2 settembre 1666 ebbe inizio quello che venne ricordato come il grande incendio di Londra, che devastò gran parte della città, ma nondimeno pose fine al diffondersi della malattia. Il fuoco bruciò almeno 13 200 case e 87 chiese, inclusa la cattedrale di St. Paul. Il popolo londinese diede la colpa per il fatto ad alcuni presunti cospiratori cattolici romani, in realtà mai esistiti. In seguito all'incendio, Carlo affidò la ricostruzione della città all'architetto Christopher Wren.

### Politica estera e coloniale

#### Prima e seconda guerra anglo-olandese

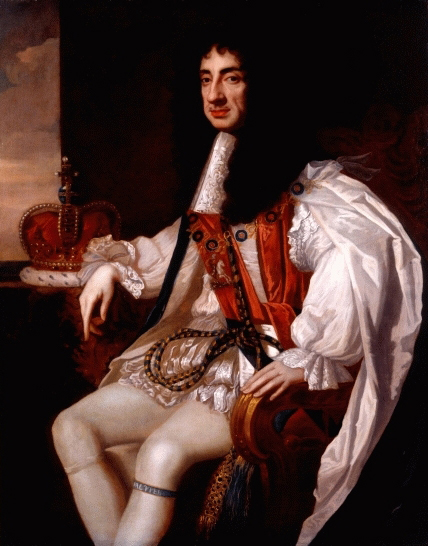
Ritratto di Carlo II con le vesti dell'ordine della Giarrettiera; opera di sir Peter Lely

Il 21 maggio 1662 Carlo aveva sposato nella cattedrale di san Tommaso Becket della città di Portsmouth Caterina di Braganza, principessa portoghese figlia del re Giovanni IV del Portogallo, che gli portò in dote l'importante centro portuale di Tangeri e alcune isole indiane non distanti da Bombay. Nello stesso periodo, con una mossa che fece temporaneamente crollare la sua consolidata popolarità, Carlo cedette al cugino Luigi XIV di Francia l'importantissima e strategica città marittima di Dunkerque, in Francia. La somma pagata da Luigi, 375 000 sterline, servì a riempire le casse e a risolvere alcuni problemi finanziari.
Nel 1663, come riconoscimento per il sostegno ricevuto da alcune famiglie aristocratiche durante la sua ascesa al trono, Carlo affidò le terre della Carolina, nell'America Settentrionale, a un gruppo di nove nobiluomini, che presero il nome di Lords Proprietors ("lord proprietari"). Tra di loro figuravano il generale George Monck e il figlio di Edward Hyde, Henry.
Con l'approvazione dell'"atto di navigazione" del 1651, l'Inghilterra andava a ledere gli interessi commerciali e coloniali della Repubblica delle Sette Province Unite. Si era consumata così la prima guerra anglo-olandese (1652-1654) poi sfociata nella seconda guerra anglo-olandese (1665-1667). Il conflitto ebbe inizio a causa dei tentativi della flotta inglese di strappare i possedimenti olandesi in Africa e nell'America del Nord. Gli inglesi ebbero inizialmente grandi successi: conquistarono la cittadella fortificata di New Amsterdam (poi ribattezzata New York in onore del fratello del re, Giacomo duca di York) e ottennero una vittoria nella battaglia di Lowestoft. Ma nel 1667, con la battaglia di Medway, gli olandesi, risalendo il fiume Tamigi, intercettarono e colarono a picco l'intera flotta inglese, che sostava ignara nelle acque del fiume. Venne risparmiata solo la nave ammiraglia, portata come trofeo della vittoria nella città di Amsterdam. La seconda guerra ebbe termine con la firma del trattato di Breda.

#### La "Cabal" e il trattato di Dover

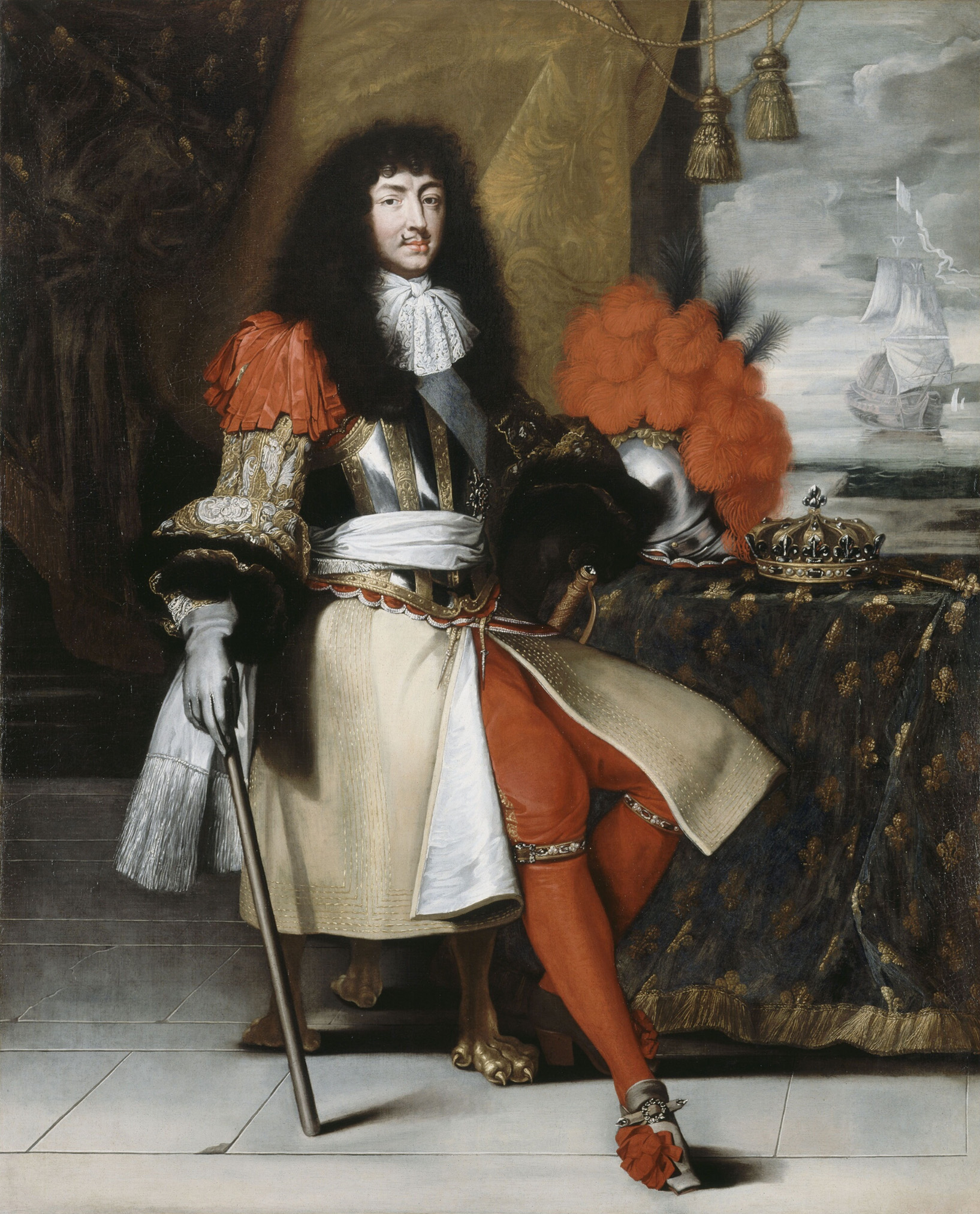
Luigi XIV, cugino e alleato di Carlo

Come risultato della guerra il re cacciò Edward Hyde, accusandolo di essere il fautore di una così mal riuscita conclusione dei conflitti. Con un'accusa di alto tradimento, lord Clarendon fuggì in Francia. Il potere passò così nelle mani di un gruppo di cinque statisti, conosciuto con il nome di Cabal. A farne parte: Clifford, Arlington, Buckingham, Ashley (in seguito conte di Shaftesbury) e Lauderdale. Questo gruppo però spesso non agì unito negli interessi del paese, ma arrivò persino a dividersi in due fazioni, l'una facente capo ad Arlington, che ebbe spesso la meglio, l'altra a Buckingham.
Nel 1668 l'Inghilterra stipulò un'alleanza con la Svezia e con il suo vecchio nemico, i Paesi Bassi, per cercare di frenare la campagna di aggressiva espansione adottata da Luigi XIV nella guerra di devoluzione. Luigi firmò un accordo con la nuova Triplice alleanza, ma continuò a mantenere intenzioni aggressive nei confronti dei Paesi Bassi. Tuttavia, nel 1670, cercando di risolvere i suoi ingenti problemi finanziari, Carlo II decise di rinunciare all'alleanza con svedesi e olandesi e firmò il trattato di Dover, patto segreto fra Inghilterra e Francia. Luigi XIV si impegnava a versare la somma di 160 000 sterline ogni anno, Carlo II a inviare supporti militari a Luigi nelle sue guerre europee e a convertire il suo Paese al cattolicesimo romano, non appena si fosse presentata l'occasione. Luigi gli offrì seimila soldati per soffocare nel sangue chiunque si fosse opposto alla conversione. Rimangono tutt'oggi poco chiare le vere intenzioni di Carlo di volersi convertire in quel momento alla fede cattolica.
Carlo II decise di accordare, data la notevole grandezza che il suo impero andava acquistando, a una nuova compagnia commerciale il controllo dell'India. Questa, la Compagnia britannica delle Indie orientali, aveva la possibilità, su incarico reale, di battere moneta, di gestire autonomamente le forze dell'esercito per attacchi e difese, di dichiarare la guerra, di stipulare la pace e di esercitare la giustizia. Nel 1668 decise di far fruttare anche i territori che aveva ricevuto con la dote della moglie: le isole vicino a Bombay furono affittate per una somma nominale di dieci pezzi d'oro, mentre la città di Tangeri, diventata ingestibile per gli alti costi che comportava la sua gestione, venne infine abbandonata nel 1684. Nel 1670 il re concesse anche la fondazione della Hudson's Bay Company, che divenne la società più importante e produttiva di tutto il Canada.

### Il conflitto con il parlamento

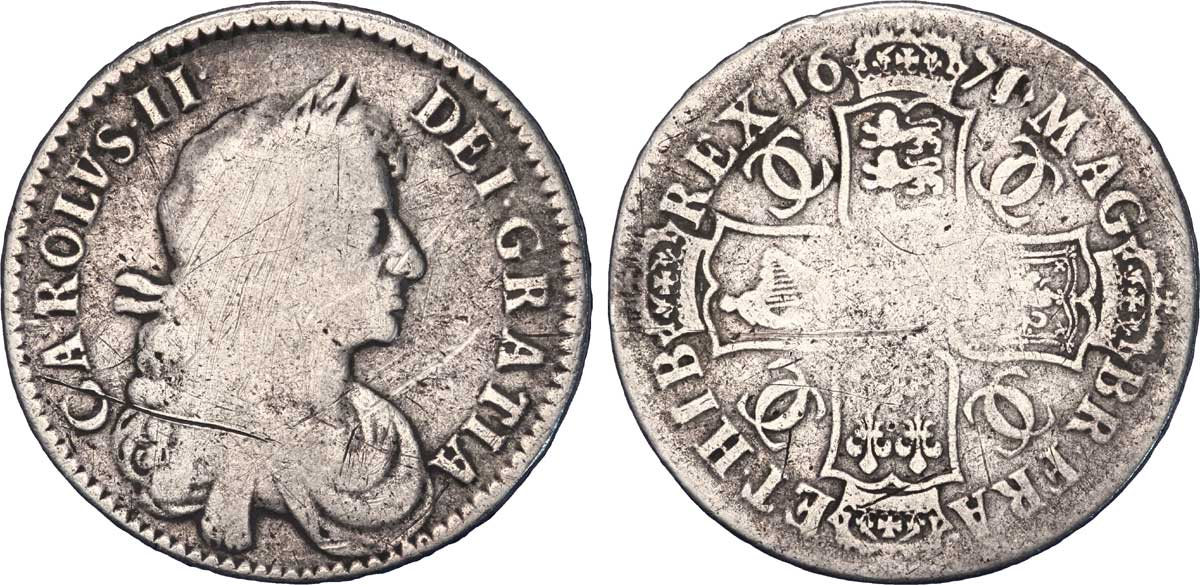
Carlo II d'Inghilterra

Inizialmente favorevole alla linea politica del sovrano, all'inizio degli anni settanta il parlamento cominciò a osteggiare le decisioni prese da Carlo. Nel 1672 il re emanò la Royal Declaration of Indulgence, con la quale permetteva la libertà di culto ai cattolici e poneva fine all'atteggiamento anti-cattolico della Corte. Nello stesso anno diede inoltre pieno appoggio alla Francia cattolica del cugino Luigi XIV e diede inizio alla terza guerra anglo-olandese.
Il Cavalier Parliament si oppose con decisione alla "dichiarazione di indulgenza" promossa da Carlo, affermando che il re non poteva modificare le leggi a suo piacimento senza la consultazione del parlamento. Carlo revocò la dichiarazione e fu costretto a sottoscrivere il Test Act, che imponeva diverse inabilità civili ai cattolici: per occupare una carica pubblica, per esempio, era necessario appartenere alla religione di Stato, l'anglicanesimo e ricevere dalla Chiesa d'Inghilterra la comunione. Alcuni degli insegnamenti della Chiesa cattolica furono bollati come superstiziosi e tendenti all'idolatria. Clifford, uno dei membri del nuovo gruppo governativo, che si era convertito al cattolicesimo, preferì porre le sue dimissioni piuttosto che giurare; morì poco tempo dopo.

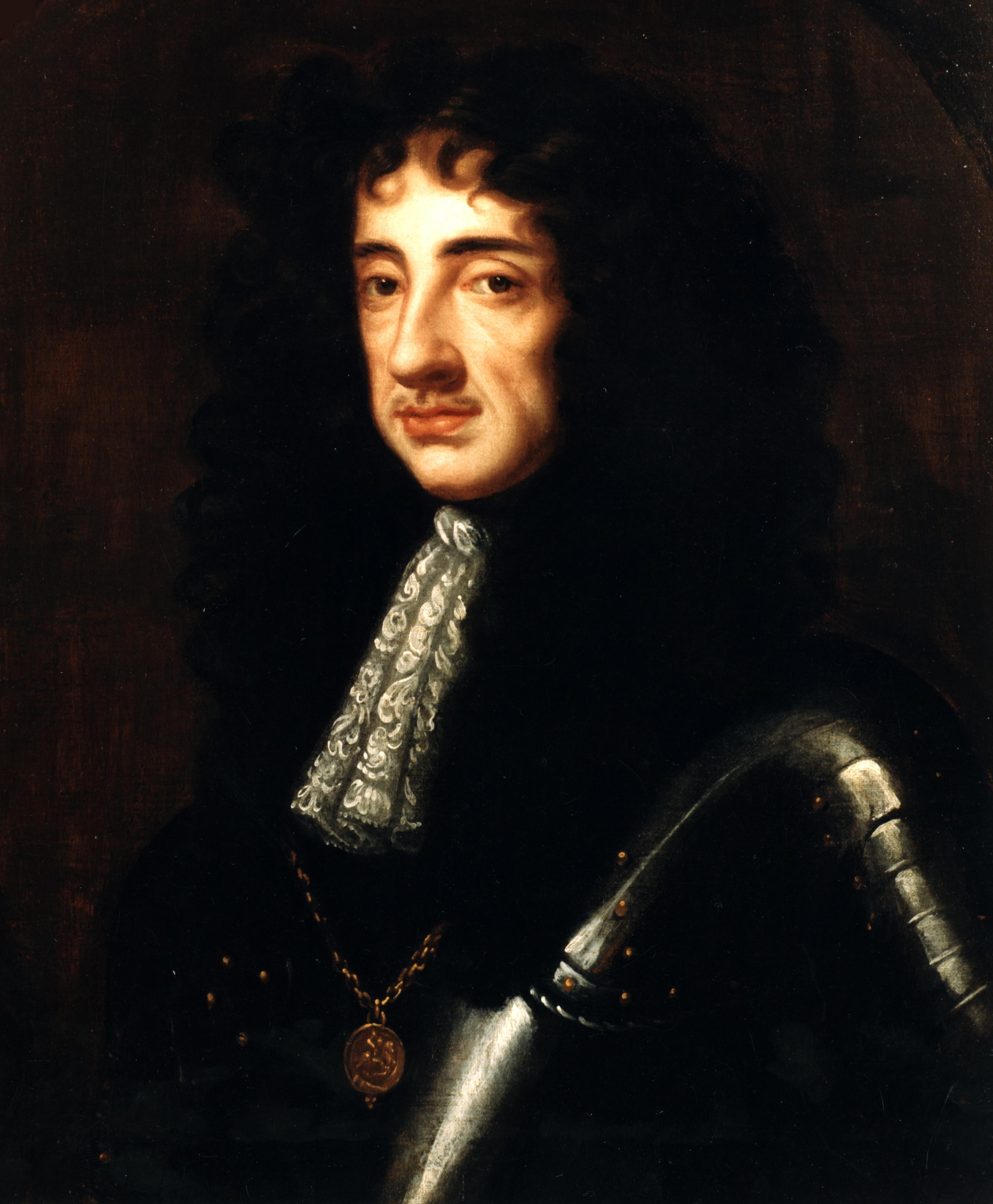
Carlo II in armatura; ritratto di sir Peter Lely, primo pittore di corte

Nel 1674 l'Inghilterra non aveva tratto alcun profitto dalla guerra contro le Sette Province Unite e il parlamento rifiutò di concedere al sovrano ulteriori finanziamenti. La flotta inglese era stata ripetutamente sconfitta da quella olandese e i francesi avevano incominciato trattative di pace. Carlo dovette firmare a sua volta la pace con il trattato di Westminster; il potere del gabinetto della Cabal andò calando sempre più e a guadagnarne fu soprattutto il sostituto di Clifford, Thomas Osborne, I duca di Leeds.

#### Il complotto papista

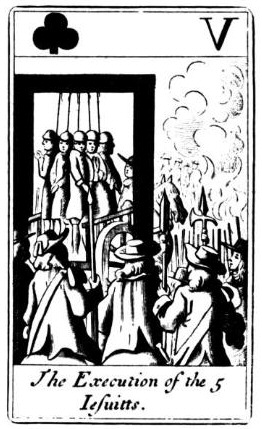
Complotto di Oates: il supplizio di cinque gesuiti

La moglie di Carlo, Caterina, non riusciva a dargli un erede: ben quattro gravidanze furono fallimentari. L'erede di Carlo più probabile divenne perciò suo fratello, il cattolico Giacomo, duca di York, uno dei membri più impopolari della famiglia reale. Per rassicurare Parlamento e popolo, Carlo diede la sua approvazione affinché la figlia di Giacomo, Maria, sposasse il protestante Guglielmo d'Orange, statolder d'Olanda, in modo da assicurare a Giacomo un erede non di fede cattolica, visto anche che un suo probabile figlio maschio (Giacomo Francesco Edoardo che nacque poi nel 1688) sarebbe stato educato secondo la fede cattolica.
Nel 1678, il prete anglicano Titus Oates, che era stato cattolico e gesuita, parlò pubblicamente di un complotto dei cattolici, il "complotto papista" (Popish Plot), che mirava, con la complicità della regina, a eliminare fisicamente il re.
La congiura avrebbe avuto lo scopo di assassinare il re d'Inghilterra Carlo II Stuart, per poi sostituirlo sul trono con il suo fratello Giacomo, allora duca di York, dichiaratamente cattolico.
Oates giurò diverse volte sulla Bibbia, davanti a dei giudici, di dire il vero. Carlo, scettico, ordinò al suo ministro Osborne, lord Danby, di investigare sulla veridicità del complotto; il parlamento invece credette seriamente alle parole di Oates. Dopo una rapida inchiesta, furono processati e condannati a morte numerosi cattolici innocenti: il complotto papista in realtà non esisteva, ma era una menzogna inventata probabilmente da Oates, noto per la sua meschinità e per la sua inaffidabilità, oppure da qualcuno di più potente alle sue spalle, per confermare l'ostilità già dilagante nel regno verso il cattolicesimo, che con questo episodio raggiunse il vertice della crudeltà. Le accuse di William Scroggs, lord Chief of Justice nel 1678, portarono alla morte di numerosi prigionieri politici con motivazioni poi rivelatesi fasulle. Il clima di anticattolicesimo portò a imputare la morte di sir Edmondbury Berry Godfrey, giudice di pace, alla fazione cattolica e a credere che l'incendio di Londra fosse stato appiccato dai papisti.
Sempre nel 1678, lord Danby venne accusato dal parlamento di alto tradimento, per questioni relative all'alleanza con il cattolico regno di Francia. Carlo, per salvare il suo ministro prediletto, nel gennaio del 1679 sciolse il Cavalier Parliament. Il nuovo parlamento, insediato a maggio, fu fin dall'inizio ostile sia al sovrano sia a lord Danby, al quale venne rinnovata l'accusa di tradimento da parte della Camera dei Lord e che fu poi rinchiuso nella Torre di Londra dove rimase per cinque anni.

### Ultimi anni

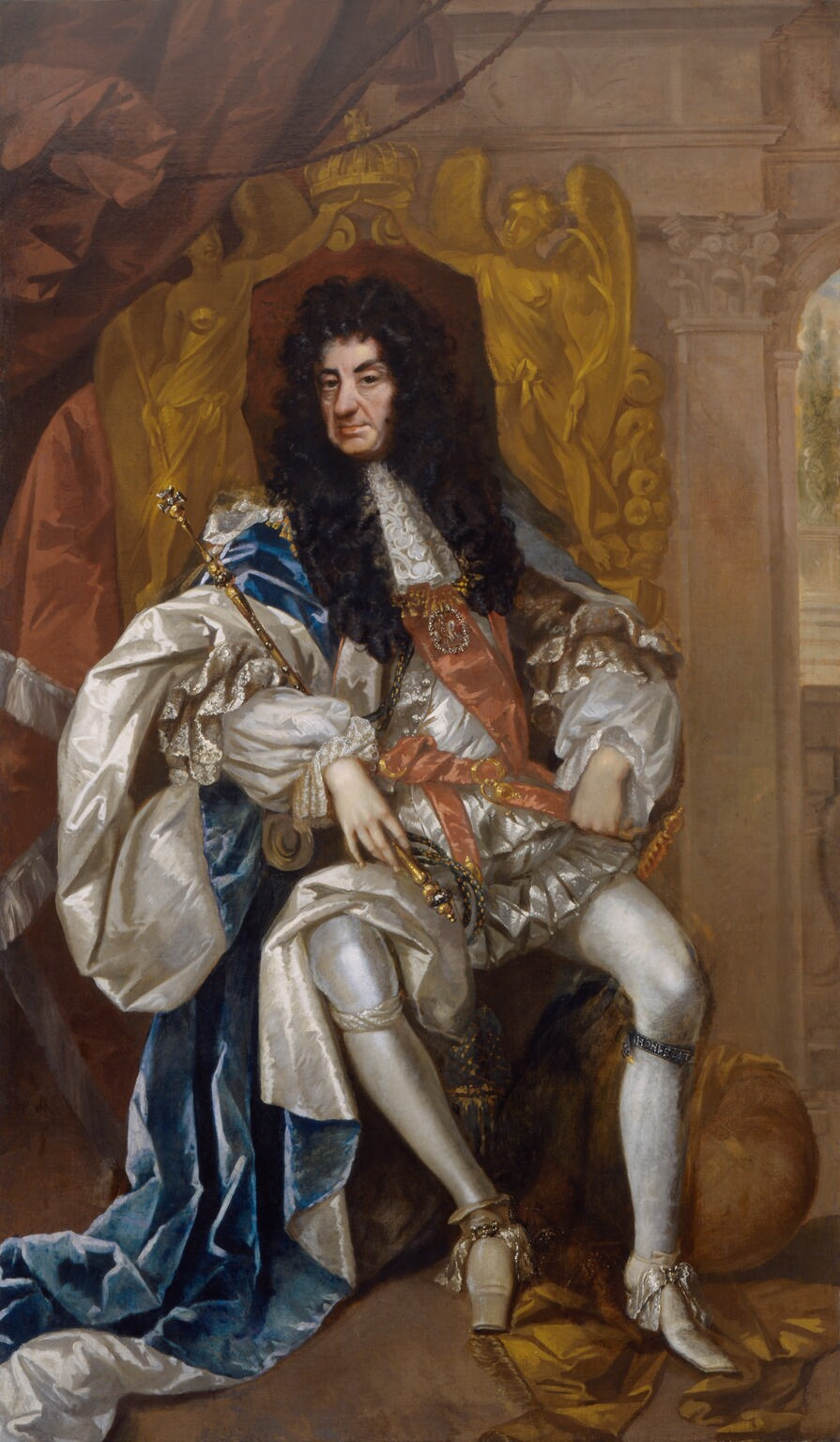
Carlo II nel 1680, in un ritratto di Thomas Hawker

Un'altra tempesta politica che Carlo dovette affrontare fu la disputa sorta attorno alla successione al trono. Una parte del parlamento non aveva intenzione di accettare come re d'Inghilterra Giacomo, il fratello minore cattolico del re. Così ben presto venne redatto l'Exclusion Bill, con il quale si vietava l'accesso alla linea di successione del duca di York e si faceva cadere la scelta sul più anziano dei figli illegittimi di Carlo, il protestante duca di Monmouth. Coloro che furono d'accordo con la ratificazione del Bill presero da allora il nome di Whig, i progressisti, mentre coloro che non erano concordi presero il nome di Tory, i realisti conservatori.
Nell'estate del 1679 Carlo, temendo che l'Exclusion Bill potesse essere approvato da una maggioranza, decise di sciogliere, per la seconda volta in un anno, il parlamento. Il re riunì un nuovo parlamento, con la speranza di avere un maggiore controllo su di esso e che i suoi membri fossero concordi con lui nelle principali questioni politiche; ma non fu così, il parlamento sembrava voler approvare ancora una volta il Bill e Carlo lo sciolse. Nel marzo 1681 venne ricostituito il parlamento a Oxford ma, dopo pochi giorni, Carlo decise di scioglierlo un'altra volta. Durante gli anni ottanta comunque i sostenitori della legge di esclusione andarono scomparendo e la lealtà del popolo verso il suo re era sempre maggiore. Per il resto del suo periodo di regno, Carlo dominò da monarca assoluto.
La forte opposizione di Carlo II verso l'Exclusion Bill irritò molto i protestanti: alcuni di loro meditarono una congiura, che prese il nome di Rye House Plot, per assassinare il re e suo fratello ed erede al trono Giacomo, duca di York. Il piano era semplice, e consisteva nell'uccidere Carlo e Giacomo appena fossero rientrati da una cavalcata fuori Londra. Ma un incendio distrusse gli alloggi del sovrano che fece anticipatamente ritorno a corte, cogliendo di sorpresa i congiurati. Tra di essi, tutti nomi importanti nella società dell'epoca, alcuni finirono giustiziati, altri rinchiusi nella Torre di Londra. Implicato nella congiura fu scoperto anche James Crofts, che venne mandato in esilio in Olanda. Intanto Titus Oates venne imprigionato per diffamazione.

### Morte

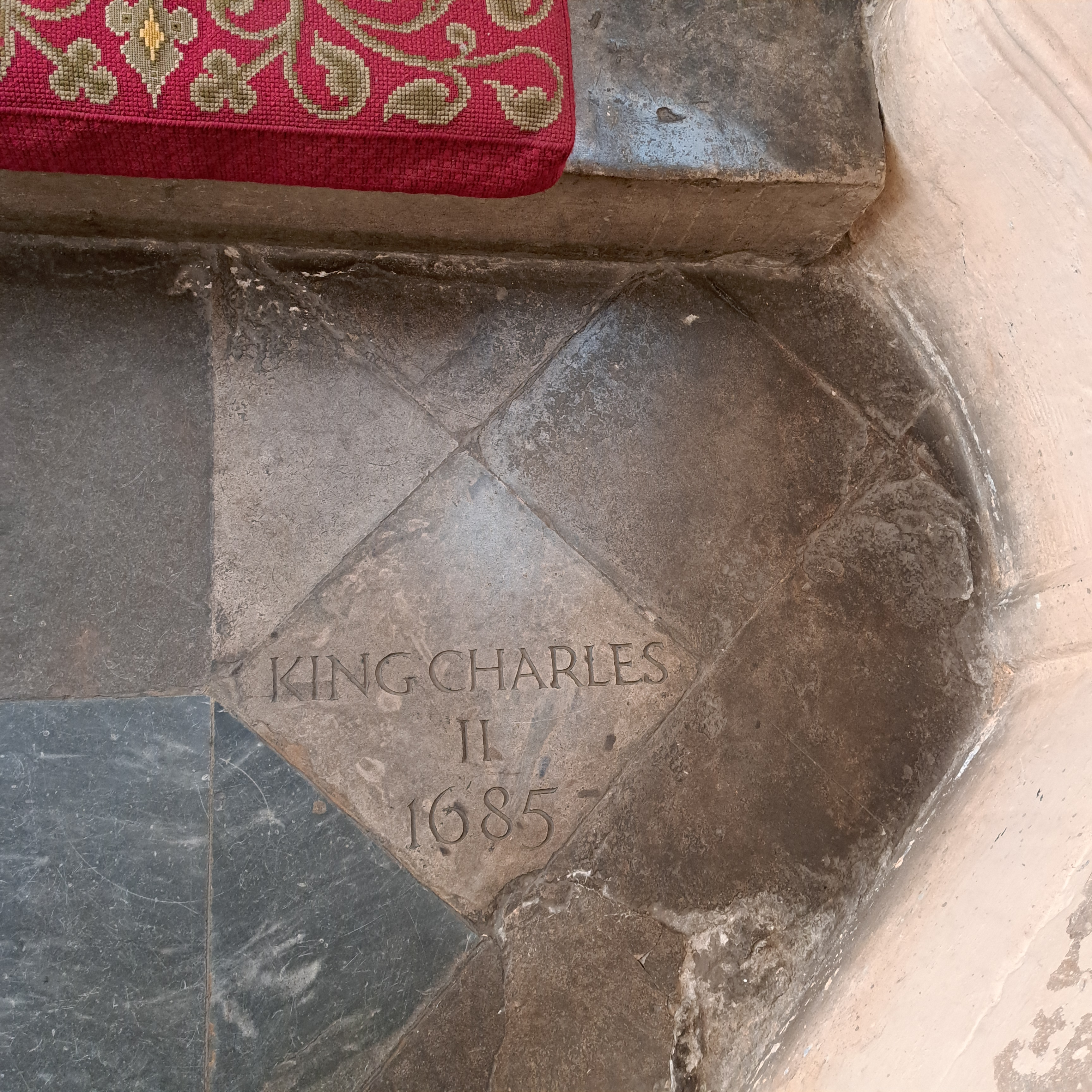
Tomba di Carlo II nella Cappella di Enrico VII

La mattina del 2 febbraio 1685 un ictus colpì il sovrano, che morì quattro giorni più tardi presso il palazzo di Whitehall all'età di 54 anni. Sul letto di morte, Carlo si convertì al cattolicesimo. A prenderne il posto fu il fratello Giacomo, che governò con il nome di Giacomo II su Inghilterra e Irlanda, e come Giacomo VII sulla Scozia.

## Merry Monarche mecenate

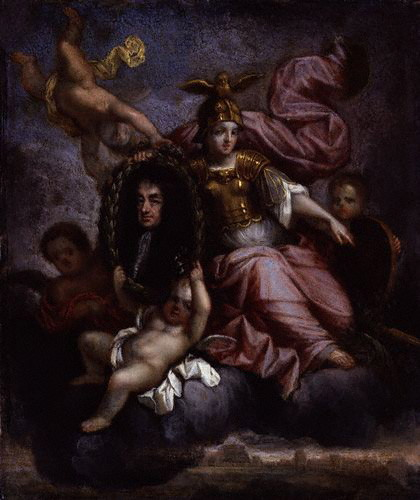
Il re Carlo II in un dipinto allegorico di James Parmentier

Il monogramma personale del re Carlo II

I conservatori del partito Tory videro il regno di Carlo come un periodo di buon governo monarchico, mentre il partito progressista Whig considerò la monarchia di Carlo II come un periodo di dispotismo. Oggi è possibile dare un giudizio favorevole al periodo di Carlo II, caratterizzato da una buona politica sia estera sia interna, nonostante le numerose difficoltà causate dal precedente e confuso periodo repubblicano e dalla frequente mancanza di fondi statali. Del sovrano John Evelyn scrisse che era stato un monarca dalle grandi qualità ma anche dalle molteplici imperfezioni, cordiale e affabile, non desideroso di sangue, violenza e vendetta.
Come il padre Carlo I, protettore di grandi artisti tra i quali Antoon van Dyck, Carlo II fu un munifico patrono delle arti e delle scienze: aiutò la fondazione dell'Osservatorio reale di Greenwich e della Royal Society, importante gruppo scientifico i cui primi membri furono, tra gli altri, Robert Hooke, Robert Boyle e Isaac Newton. Tra gli artisti favoriti protetti da Carlo ci fu Christopher Wren, il celebre architetto che progettò gran parte degli edifici religiosi e pubblici costruiti subito dopo la devastazione causata dal Grande incendio di Londra. Wren progettò l'ospedale di Chelsea, che Carlo aveva destinato come pensione per i soldati veterani. Sovvenzionò e diede numerosi privilegi anche al ritrattista Peter Lely, che nominò baronetto e pittore ufficiale di corte, come lo era stato van Dyck. Inoltre Carlo, nel 1683, fu il primo sovrano inglese a permettere che a teatro i ruoli femminili fossero interpretati da donne e non da uomini travestiti, come accadeva fino ad allora.

## Discendenza

### Amanti e figli del sovrano
Da Lucy Walter (c.1630–1658):
1. James Crofts (1649–1685), creato duca di Monmouth (1663) in Inghilterra e duca di Buccleuch (1663) in Scozia. Antenato di Sara Ferguson. Lucy Walter ebbe in seguito un'altra figlia, Mary Crofts, ma Carlo II non ne era il padre.

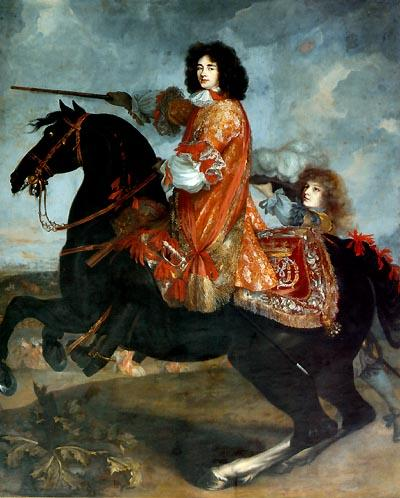
James Crofts-Scott, 1º duca di Monmouth

Da Elizabeth Killigrew (1622–1680), figlia di sir Robert Killigrew:
1. Charlotte Jemima Henrietta Maria FitzRoy (1650–1684), sposò William Paston, II conte di Yarmouth

Da Catherine Pegge:
1. Charles FitzCharles, I conte di Plymouth (1657–1680), conosciuto come "don Carlo" e creato conte di Plymouth (1675)
2. Catherine FitzCharles (nata nel 1658)

Da Barbara Villiers Palmer (1641–1709), moglie di Roger Palmer, creata duchessa di Cleveland:
1. Anne Palmer Fitzroy (1661–1722), sposò Thomas Lennard, I conte di Sussex
2. Charles Fitzroy (1662–1730), creato duca di Southampton (1675), divenne secondo duca di Cleveland (1709)
3. Henry Fitzroy (1663–1690), creato conte di Euston (1672), duca di Grafton (1675), antenato di Diana Spencer
4. Charlotte FitzRoy (1664–1717), sposò Edward Lee, I conte di Lichfield.
5. George FitzRoy (1665–1716), creato conte di Northumberland (1674) e duca di Northumberland (1678)
6. Barbara "Benedetta" FitzRoy (1672–1737). Carlo non la riconobbe come figlia e potrebbe parimenti essere stata generata da John Churchill, un altro dei tanti amanti della madre

Da Nell Gwyn (1650–1687):
1. Charles Beauclerk (1670–1726), creato duca di St. Albans (1684)
2. James Beauclerk (1671–1680)

Da Louise Renée de Penancoet de Kérouaille (1649–1734), creata duchessa di Portsmouth:
1. Charles Lennox (1672–1723), creato duca di Richmond (1675) in Inghilterra e duca di Lennox (1675) in Scozia. Fu antenato di Diana Spencer

Da Mary 'Moll' Davis (circa 1648-1708), cortigiana e attrice:
1. Mary Tudor (1673 – 1726), sposò Edward Radclyffe, II conte di Derwentwater . In seguito alla loro separazione, si sposò altre due volte.

Le lettere che affermano che Marguerite de Carteret diede a Carlo un figlio, James de la Cloche, nato nel 1646, sono reputate false dalla maggioranza degli storici. 
Altre amanti, da cui presumibilmente non ebbe figli, includono Christabella Wyndham, Ortensia Mancini, Winifred Wells (una delle damigelle di sua moglie, la regina Caterina), Jane Roberts (una popolana), Madame Knight (una celebre cantante), Mary Sackville e Elizabeth Fitzgerald (contessa di Kildare).

### I discendenti ieri e oggi

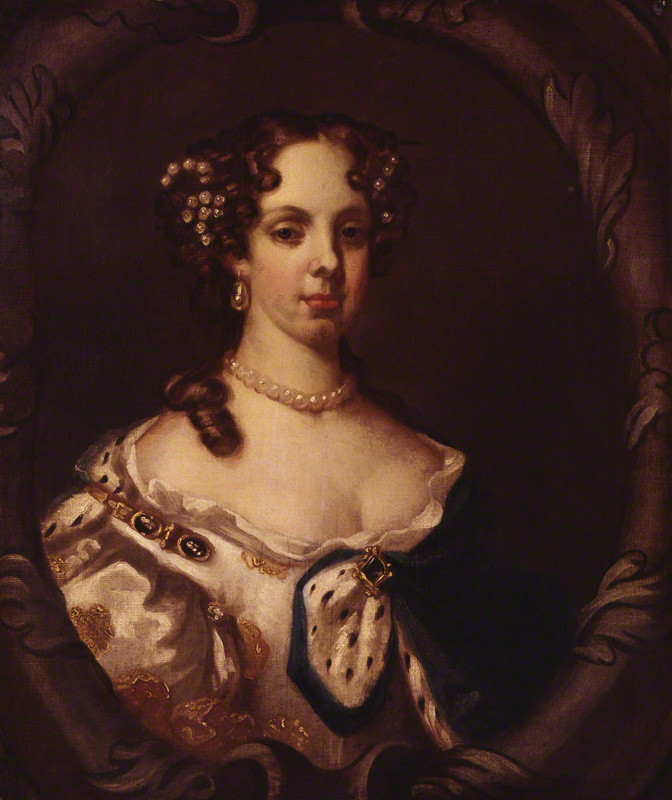
Ritratto delle regina Caterina di Braganza, che non riuscì a dare una discendenza legittima a Carlo II

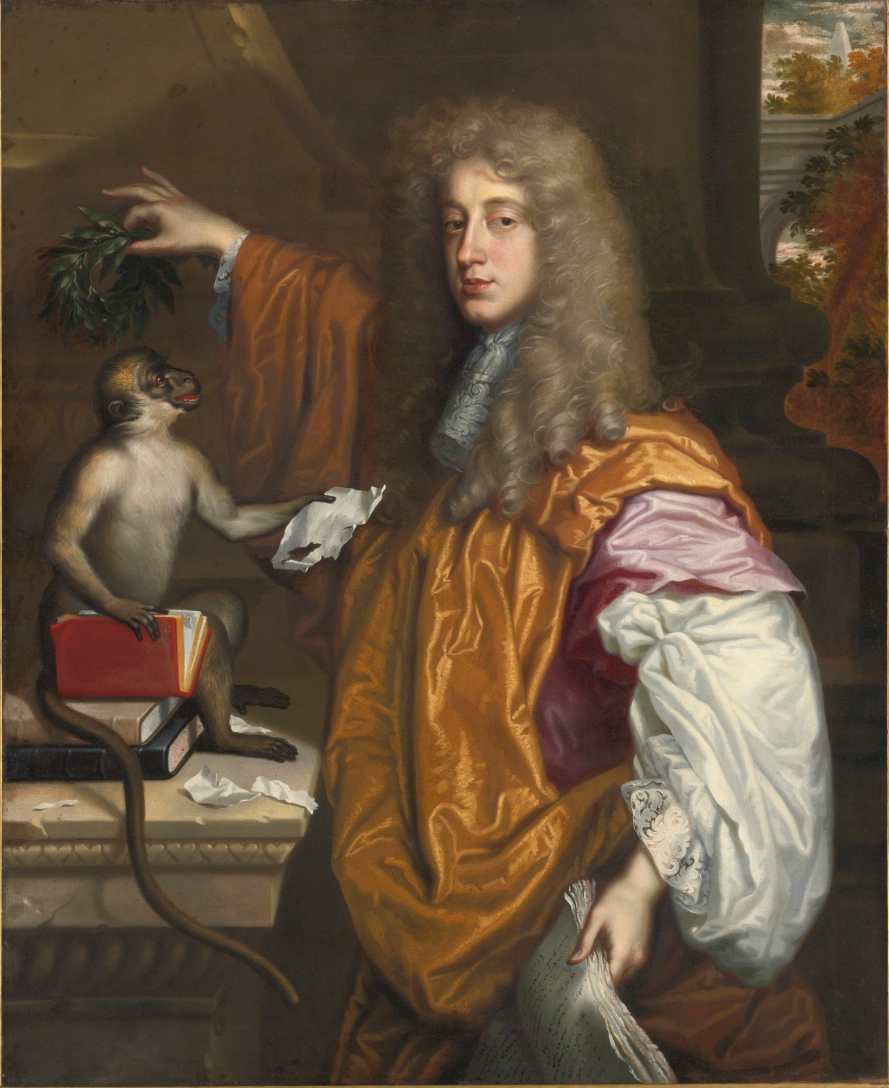
Ritratto di John Wilmot

Morendo, Carlo non lasciò una discendenza diretta, dal momento che sua moglie Caterina era sterile. Tuttavia il sovrano ebbe all'incirca quattordici figli da sette diverse amanti; sei di essi nacquero dalla sua relazione con la sua amante Barbara Palmer, che fu insignita del ducato di Cleveland. Le altre sue amanti riconosciute furono Catherine Pegge, Louise de Kérouaille, duchessa di Portsmouth, Lucy Walter, Elizabeth Killigrew, Nell Gwyn e Moll Davis. La maggior parte dei figli illegittimi di Carlo ricevette contee o ducati; gli attuali duca di Buccleuch e Queensberry, duca di Richmond e Gordon, duca di Grafton e duca di St. Albans discendono tutti in linea maschile da Carlo II. Il popolo inglese si mostrava scontento di dover mantenere amanti e figli dei sovrani: di Carlo scrisse John Wilmot, celebre scrittore di satire, nonché suo amico:
Anche lady Diana Spencer discendeva da due dei figli di Carlo, Henry FitzRoy, primo duca di Grafton e da Charles Lennox. William, principe di Galles, figlio di Carlo e Diana e successore al trono, sarebbe il primo sovrano d'Inghilterra a discendere da Carlo II.
Seppur non direttamente, anche gli attori Kit Harington e Rose Leslie discendono da Carlo II.
James Crofts, il primo e il più influente dei figli illegittimi di Carlo, organizzò una rivolta armata contro lo zio, Giacomo II. Egli sperava di impossessarsi del trono ma dopo il 6 luglio 1685, data in cui subì una pesante sconfitta, venne catturato, processato e condannato alla pena capitale.

## Ascendenza
|                             |                    |                              | Genitori                             |  |  | Nonni |  |  | Bisnonni                    |  |  | Trisnonni                       |  |
|                             |                    |                              |                                      |  |  |       |  |  | Enrico Stuart, Lord Darnley |  |  | Matthew Stuart, conte di Lennox |  |
|                             |                    |                              |                                      |  |  |       |  |  | Enrico Stuart, Lord Darnley |  |  | Matthew Stuart, conte di Lennox |  |
|                             |                    | Margaret Douglas             |                                      |  |  |       |  |  | Enrico Stuart, Lord Darnley |  |  |                                 |  |
| Giacomo I d'Inghilterra     |                    |                              |                                      |  |  |       |  |  | Enrico Stuart, Lord Darnley |  |  |                                 |  |
|                             |                    | Maria I di Scozia            | Giacomo V di Scozia                  |  |  |       |  |  |                             |  |  |                                 |  |
|                             |                    | Maria I di Scozia            | Giacomo V di Scozia                  |  |  |       |  |  |                             |  |  |                                 |  |
|                             |                    | Maria I di Scozia            | Maria di Guisa                       |  |  |       |  |  |                             |  |  |                                 |  |
| Carlo I d'Inghilterra       |                    | Maria I di Scozia            |                                      |  |  |       |  |  |                             |  |  |                                 |  |
|                             |                    | Federico II di Danimarca     | Cristiano III di Danimarca           |  |  |       |  |  |                             |  |  |                                 |  |
|                             |                    | Federico II di Danimarca     | Cristiano III di Danimarca           |  |  |       |  |  |                             |  |  |                                 |  |
|                             |                    | Federico II di Danimarca     | Dorotea di Sassonia-Lauenburg        |  |  |       |  |  |                             |  |  |                                 |  |
| Anna di Danimarca           |                    | Federico II di Danimarca     |                                      |  |  |       |  |  |                             |  |  |                                 |  |
|                             |                    | Sofia di Meclemburgo-Güstrow | Ulrico III di Meclemburgo-Güstrow    |  |  |       |  |  |                             |  |  |                                 |  |
|                             |                    | Sofia di Meclemburgo-Güstrow | Ulrico III di Meclemburgo-Güstrow    |  |  |       |  |  |                             |  |  |                                 |  |
|                             |                    | Sofia di Meclemburgo-Güstrow | Elisabetta di Danimarca              |  |  |       |  |  |                             |  |  |                                 |  |
| Carlo II d'Inghilterra      |                    | Sofia di Meclemburgo-Güstrow |                                      |  |  |       |  |  |                             |  |  |                                 |  |
|                             | Antonio di Borbone | Carlo IV di Borbone-Vendôme  |                                      |  |  |       |  |  |                             |  |  |                                 |  |
|                             | Antonio di Borbone | Carlo IV di Borbone-Vendôme  |                                      |  |  |       |  |  |                             |  |  |                                 |  |
|                             | Antonio di Borbone | Francesca d'Alençon          |                                      |  |  |       |  |  |                             |  |  |                                 |  |
| Enrico IV di Francia        | Antonio di Borbone |                              |                                      |  |  |       |  |  |                             |  |  |                                 |  |
|                             |                    | Giovanna III di Navarra      | Enrico II di Navarra                 |  |  |       |  |  |                             |  |  |                                 |  |
|                             |                    | Giovanna III di Navarra      | Enrico II di Navarra                 |  |  |       |  |  |                             |  |  |                                 |  |
|                             |                    | Giovanna III di Navarra      | Margherita d'Angoulême               |  |  |       |  |  |                             |  |  |                                 |  |
| Enrichetta Maria di Francia |                    | Giovanna III di Navarra      |                                      |  |  |       |  |  |                             |  |  |                                 |  |
|                             |                    | Francesco I de' Medici       | Cosimo I de' Medici                  |  |  |       |  |  |                             |  |  |                                 |  |
|                             |                    | Francesco I de' Medici       | Cosimo I de' Medici                  |  |  |       |  |  |                             |  |  |                                 |  |
|                             |                    | Francesco I de' Medici       | Eleonora di Toledo                   |  |  |       |  |  |                             |  |  |                                 |  |
| Maria de' Medici            |                    | Francesco I de' Medici       |                                      |  |  |       |  |  |                             |  |  |                                 |  |
|                             |                    | Giovanna d'Austria           | Ferdinando I del Sacro Romano Impero |  |  |       |  |  |                             |  |  |                                 |  |
|                             |                    | Giovanna d'Austria           | Ferdinando I del Sacro Romano Impero |  |  |       |  |  |                             |  |  |                                 |  |
|                             |                    | Giovanna d'Austria           | Anna Jagellone                       |  |  |       |  |  |                             |  |  |                                 |  |
|                             |                    | Giovanna d'Austria           |                                      |  |  |       |  |  |                             |  |  |                                 |  |

## Titoli e appellativi

### Titoli
- 29 maggio 1630 – maggio 1638: Sua altezza reale il duca di Cornovaglia e Rothesay
- Maggio 1638 – 30 gennaio 1649: Sua altezza reale il principe di Galles
- 30 gennaio 1649 – 6 febbraio 1685: Sua maestà il re
  - in Scozia: sua grazia il re

### Appellativi
L'appellativo ufficiale del sovrano fu:
Carlo Secondo, per grazia divina, re d'Inghilterra, Scozia, Francia e Irlanda, difensore della Fede, ecc.
Charles the Second, by the Grace of God, King of England, Scotland, France and Ireland, Defender of the Faith, etc.
Il titolo di re di Francia era solo nominale e non riguardava i territori controllati effettivamente dalla corona britannica sul suolo francese. Il titolo fu utilizzato la prima volta dal re d'Inghilterra Edoardo III.

## Al cinema
| Anno      | Film                                                                     | Attore                                            | Note |
| --------- | ------------------------------------------------------------------------ | ------------------------------------------------- | --- |
| 1900      | English Nell                                                             | Frank Cooper                                      | Cortometraggio tratto dal lavoro teatrale Simon Dale di Anthony Hope ed Edward E. Rose                       |
| 1911      | Sweet Nell of Old Drury                                                  | Augustus Neville                                  | Mediometraggio                                                                                               |
| 1914      | King Charles II: England's Merry Monarch                                 |                                                   | |
| 1923      | The Royal Oak                                                            | Henry Victor                                      | Tratto dall'opera teatrale di Henry Hamilton ed Augustus Harris                                              |
| 1926      | Nell Gwyn                                                                | Randle Ayrton                                     | Tratto dal romanzo di Marjorie Bowen                                                                         |
| 1934      | La favorita di Carlo II (Nell Gwyn)                                      | Cedric Hardwicke                                  | |
| 1941      | La baia di Hudson (Hudson's Bay)                                         | Vincent Price                                     | |
| 1947      | Ambra (Forever Amber)                                                    | George Sanders                                    | Tratto dall'omonimo romanzo di Kathleen Winsor                                                               |
| 1947      | Re in esilio (The Exile)                                                 | Douglas Fairbanks, Jr.                            | Tratto dal romanzo His Majesty, the King: A Romantic Love Chase of the Seventeenth Century di Cosmo Hamilton |
| 1955      | Il ladro del re (The King's Thief)                                       | George Sanders                                    | |
| 1969      | The First Churchills                                                     | James Villiers                                    | Miniserie televisiva                                                                                         |
| 1983-1985 | By the Sword Divided                                                     | Simon Treves                                      | Serie televisiva                                                                                             |
| 1989      | La bella e il bandito (The Lady and the Highwayman)                      | Michael York                                      | Film televisivo tratto dal romanzo The Lady and the Highwayman di Barbara Cartland                           |
| 1995      | Restoration - Il peccato e il castigo (Restoration)                      | Sam Neill                                         | |
| 2003      | Carlo II - Il potere e la passione (Charles II: The Power & the Passion) | Rufus Sewell                                      | Miniserie televisiva                                                                                         |
| 2004      | The Libertine                                                            | John Malkovich                                    | |
| 2004      | Stage Beauty                                                             | Rupert Everett                                    | |
| 2004      | The Boy Who Would Be King                                                | Russell Saunders Martin Colton (Carlo II giovane) | Film televisivo                                                                                              |
| 2014      | New Worlds                                                               | Jeremy Northam                                    | Miniserie televisiva                                                                                         |
| 2014      | The Great Fire                                                           | Jack Huston                                       | Miniserie televisiva                                                                                         |
| 2017      | The Battle of Worcester                                                  | Joseph Rhys Westcott                              | Cortometraggio                                                                                               |